# August Meitzen
August Meitzen (Breslau,  1822. december 16. – Berlin, 1910. január 19.) német statisztikus és közgazdász.

## Életpályája
Szülővárosában, Boroszlóban  a Maria-Magdalenen-Gymnasium diákja volt; iskolatársai között volt  Ferdinand Lassalle is.  1853 és 1856 között a sziléziai Hirschberg (ma Jelenia Góra) polgármestere volt. 1867-től a porosz királyi statisztikai hivatalnál dolgozott. 1875-ben a statisztika  és a nemzetgazdaságtan rendkívüli, 1892-ben tiszteletbeli tanára lett a berlini egyetemen. Tudományos munkássága során főleg agrárkérdésekkel foglalkozott. 1891-ben a Leopoldina Német Természettudományos Akadémia tagjává választották. A berlini  Südwestkirchhof Stahnsdorfban nyugszik.

## Írásai
- Urkunden schlesischer Dörfer im „Codex diplomaticus Silesiae“, Bd. 4 (Bresl. 1863)
- Die Kulturzustände der Slawen vor der deutschen Kolonisation. Breslau 1864
- Die Ausbreitung der Deutschen in Deutschland und ihre Besiedelung der Slawengebiete. Jena 1879
- Der Boden und die landwirtschaftlichen Verhältnisse des preußischen Staats. Berlin 1868/73 (4 Bde.)
- Topographische Erwägungen über den Bau von Kanälen in Deutschland. Berlin 1870
- Die Frage des Kanalbaues in Preußen. Leipzig 1885
- Die Mitverantwortlichkeit der Gebildeten für das Wohl der arbeitenden Klassen. Berlin 1876
- Das deutsche Haus in seinen volkstümlichen Formen. Berlin 1882
- Geschichte, Theorie und Technik der Statistik. Berlin 1886